# Viện Nghiên cứu Khoa học Tây Nguyên
Viện Nghiên cứu Khoa học Tây Nguyên là một cơ quan nghiên cứu khoa học tại Đà Lạt, Việt Nam với chức năng nghiên cứu cơ bản về sinh học vùng Tây Nguyên. Trụ sở của viện nằm trên một quả đồi cách trung tâm Đà Lạt khoảng 7 km, trước 1975 là một tu viện thuộc tỉnh Dòng Chúa Cứu Thế Việt Nam. Trước năm 2008, viện có tên Phân viện Sinh học tại Đà Lạt. Viện Sinh học Tây Nguyên trực thuộc Viện Khoa học và Công nghệ Việt Nam.

## Vai trò
Điều tra nghiên cứu khu hệ động, thực vật Tây Nguyên, Bảo vệ, phục hồi và phát triển các loài sinh vật quý hiếm, các nguồn gen, lưu trữ tiêu bản, thực vật, động vật. Nghiên cứu cơ sở khoa học phục vụ việc sử dụng hợp lý và bảo vệ nguồn tài nguyên sinh vật Tây Nguyên. Nghiên cứu thuần hóa nhập nội các loài động, thực vật có giá trị kinh tế thích hợp với vùng cao nguyên và núi cao. Nghiên cứu ứng dụng các phương pháp sinh học hiện đại trong công tác nhân giống và cải tạo cây trồng, vật nuôi, bảo quản nguồn gen. Xây dựng ngân hàng gen thực vật Tây Nguyên.
Nghiên cứu cơ bản về công nghệ vi sinh vật trong việc bảo vệ môi trường, chế biến, bảo quản thực phẩm. Thuần dưỡng và phát triển một số loài vi sinh vật và nấm có giá trị kinh tế. Xây dựng bộ giống vi sinh vật và nấm. Nghiên cứu chiết tách các hoạt chất sinh học từ thực vật, bán tổng hợp các hợp chất có hoạt tính sinh học cao phục vụ cho các lĩnh vực dược liệu, mỹ phẩm, nông nghiệp.
Xây dựng Bảo tàng, tổ chức sưu tầm, xây dựng và quản lý bộ sưu tập mẫu vật đạt chuẩn quốc gia; tổ chức trưng bày, phổ biến kiến thức, tuyên truyền giáo dục về thiên nhiên và bảo vệ môi trường. Thực hiện hợp tác quốc tế trong nghiên cứu sinh họcTham gia đào tạo nguồn nhân lực khoa học công nghệ cho vùng Tây Nguyên.